# ان‌جی‌سی ۷۷۷۲
ان‌جی‌سی ۷۷۷۲ (انگلیسی: NGC 7772) مجموعه ای از ستارگان در صورت فلکی اسب بزرگ که پنداشته می‌شد خوشه‌ای باز هستند. این ستارگان نخستین بار در ۷ اکتبر ۱۸۲۵ توسط ستاره شناس بریتانیایی جان هرشل ثبت شد.